# João Taipa
João Correia Gomes Taipa ComM , também conhecido por João Taipa, (30 de julho de 1922 – 2 de fevereiro de 2014) foi um histórico futebolista português.
Ficou conhecido durante a sua carreira de futebolista como sendo possuidor de um comportamento disciplinado, cumpridor das regras do jogo e respeitador dos seus adversários. Disputou mais de 800 jogos pelo Sport Clube de Freamunde marcando segundo varias fontes, mais de 500 golos .

## Honrarias
Foi o porta-estandarte da Federação Portuguesa de Futebol (FPF) no início das comemorações do 50.º aniversário da FPF, em maio de 1964.
Em Paços de Ferreira, o Prémio “Fair-Play” recebeu o seu nome. Em Freamunde, tem uma rotunda com o seu nome, na qual foi inaugurado em 2021 um monumento em sua homenagem; este monumento apresenta um retrato de João Taipa, com as três distinções que recebeu pelo desporto: a Medalha de Ouro de Comportamento Exemplar, a Medalha de Ouro por Mérito Desportivo e a Medalha de Ouro "Ao Mérito".